# Галкин, Илья Саввич (художник)
Илья Саввич Га́лкин (15 [27] июля 1860, Санкт-Петербургская губерния — 11 [24] апреля 1915, усадьба Пожёнки близ деревни Устье, Вышневолоцкий уезд Тверская губерния) — русский художник.

## Биография

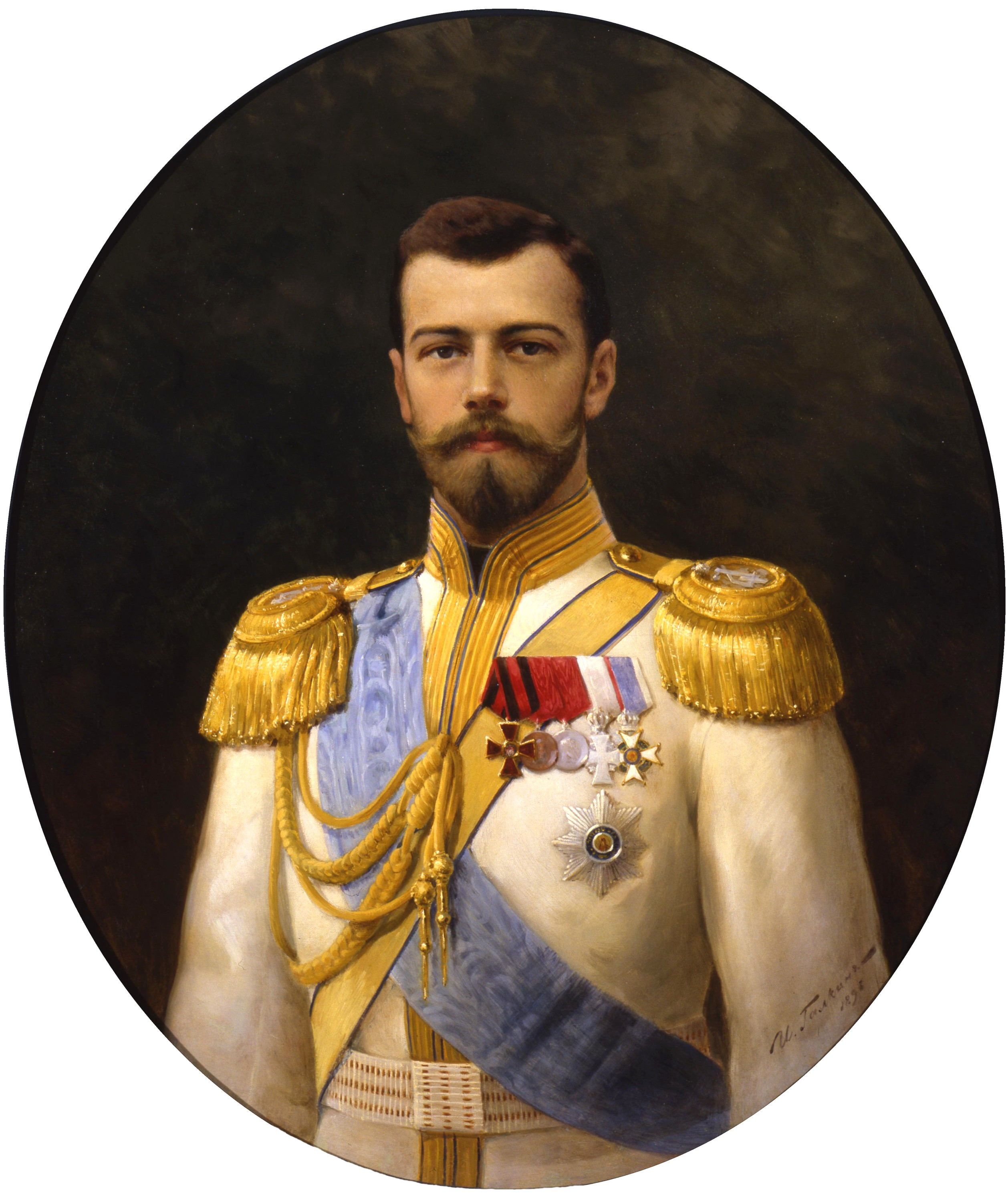
Портрет Николая II работы Галкина, 1898, Государственный исторический музей

Родился 15 [27] июля 1860 года в Санкт-Петербургской губернии в бедной семье. В детстве его устроили учеником к сапожнику,  в свободное время Галкин стал рисовать. Один из клиентов сапожника отметил способности мальчика и помог ему попасть в рисовальную школу при Обществе поощрения художников. В 1880 году Галкин стал членом Общества русских акварелистов.
В 1883 в двадцать три года стал вольноприходящим учеником Академии художеств, посещал занятия до 1888 года.
В 1887 году получил звание учителя рисования с правом преподавания в низших учебных заведениях, а также получил две малые поощрительные медали.
В 1892 году — звание классного художника 3 степени.
В 1893 году — звание классного художника 2 степени, за портреты художников Юлия Феддерса (Латвийский национальный художественный музей) и Владимира Казанцева.
С 1894 года он начал портретировать членов российской императорской фамилии. Галкин участвовал в росписи церкви Святого Мирония и церкви Святой Ольги в Санкт-Петербурге и Храма Христа Спасителя в Борках, построенного поблизости от места, где произошло авария с императорским поездом. Успех в качестве художника принёс Галкину материальный достаток. В 1899 году он купил имение Пожинки в Тверской губернии, где устроил художественную мастерскую. Галкин кроме того работал художником-декоратором в театре «Кривое зеркало». Илья Саввич стал известен как автор картин с охотничьими и жанровыми сценами.
Скончался 11 [24] апреля 1915 года в своём имении Пожёнки близ деревни Устье Парьевской волости Вышневолоцкого уезда Тверской губернии (ныне Удомельский район Тверской области).
Картины Ильи Саввича Галкина находятся в собраниях многих музеев и галерей России, включая Государственный Русский музей и Государственную Третьяковскую галерею.

## Семья
Жена Елизавета Яковлева, сын Владимир.

## Некоторые известные работы

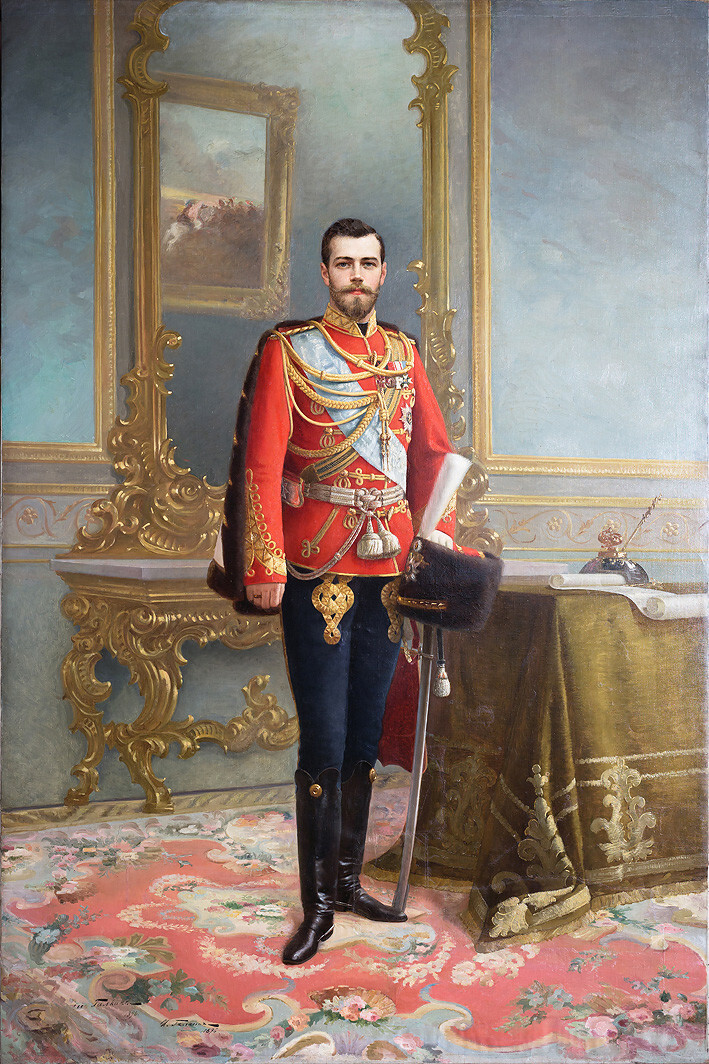
Портрет Николая II (1896), обнаруженный в 2013 году в бывшем Петровском училище, после реставрации.

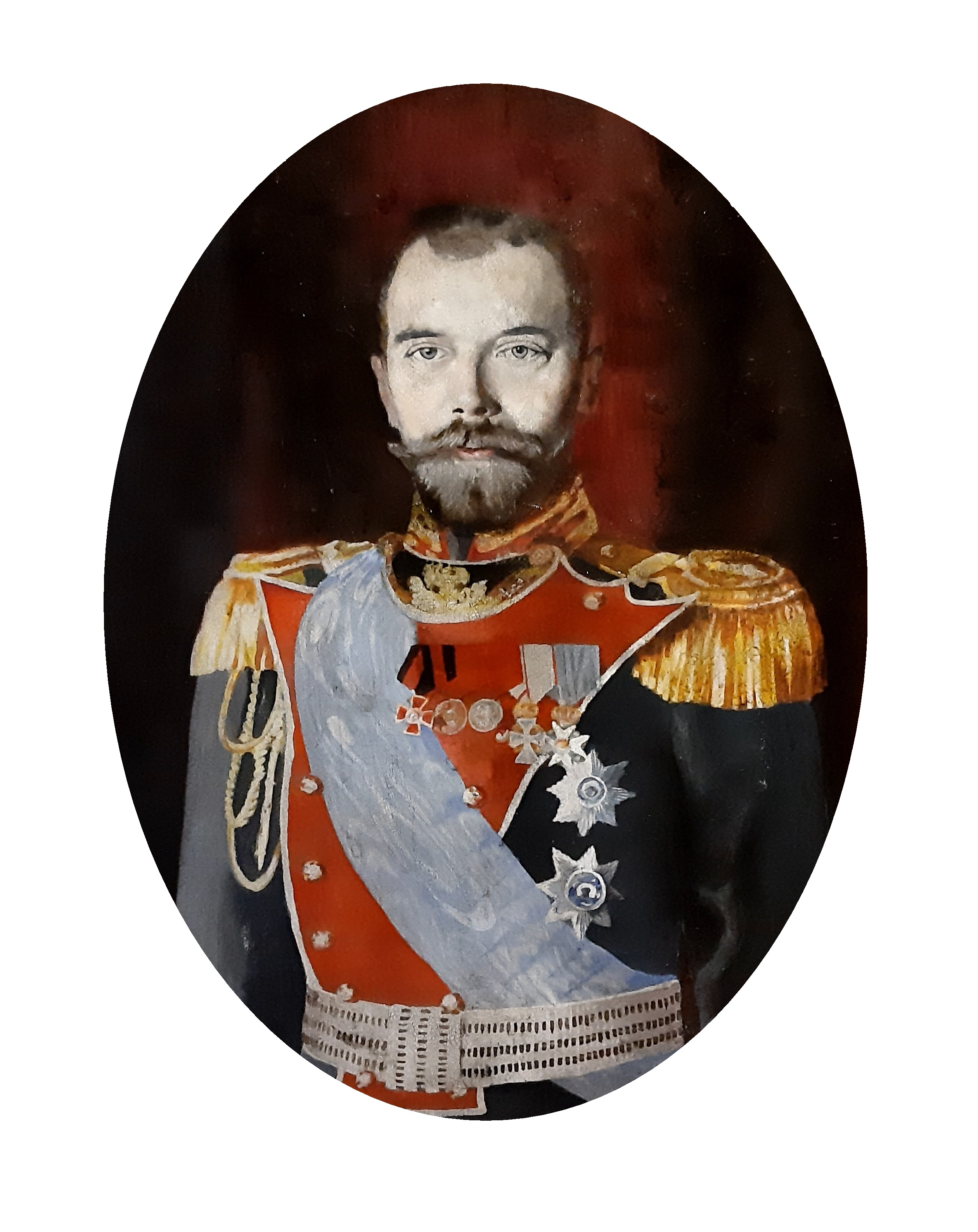
Портрет Николая II (1910), написанный для 1-го Финляндского стрелкового полка.

- 1890 «За чтением» (Омский областной музей изобразительных искусств имени М. А. Врубеля)[8].
- 1893 — «Рыбаки на Волхове»
- 1894 — «Любеч» (Череповецкое музейное объединение)[9]
- 1895 — «Портрет Николая Александровича, будущего императора».
- 1896 — Николай II в гусарской форме.
- 1898 — Николай II (Государственный Исторический музей, Москва)[8].
- Портрет императрицы Александры Федоровны (Музей-заповедник «Петергоф»[10]).
- «Охотник».
- Иконы в церквях: Св. Мирония (Егерского полка) на Обводном канале в Санкт-Петербурге (разрушена), Святой Ольги в усадьбе Михайловка на Петергофской дороге (сама церковь сохранилась), в храме в Борках (утрачен).
- 1910 — Николай II (портрет написанный для 1-го Финляндского стрелкового полка. Место постоянной дислокации — г. Гельсингфорс (до 1903), г. Або (с 1904 по 1913)[11]

В 2013 году искусствоведы обнаружили парадный портрет Николая II, написанный Ильёй Галкиным в 1896 году, в год коронации императора. Портрет был подарен художником в 1913 году Петровскому коммерческому училищу; на 2013 год находился в актовом зале училища, ставшей санкт-петербургской школой № 206, но был скрыт: в 1917 году художник В. М. Измайлович, служивший тогда в училище и знавший Галкина, покрыл полотно гуашью, чтобы спасти картину от уничтожения большевиками. А в 1924 году на обратной стороне он нарисовал портрет В. И. Ленина (на основе фотографии) и выставил его в училище. В 2013 году решили отреставрировать данный портрет и обнаружили другой. Реставраторы восстановили оба портрета, и в ноябре 2016 года необычная двухсторонняя картина была выставлена в Академии имени Штиглица, где она реставрировалась.

## Галерея

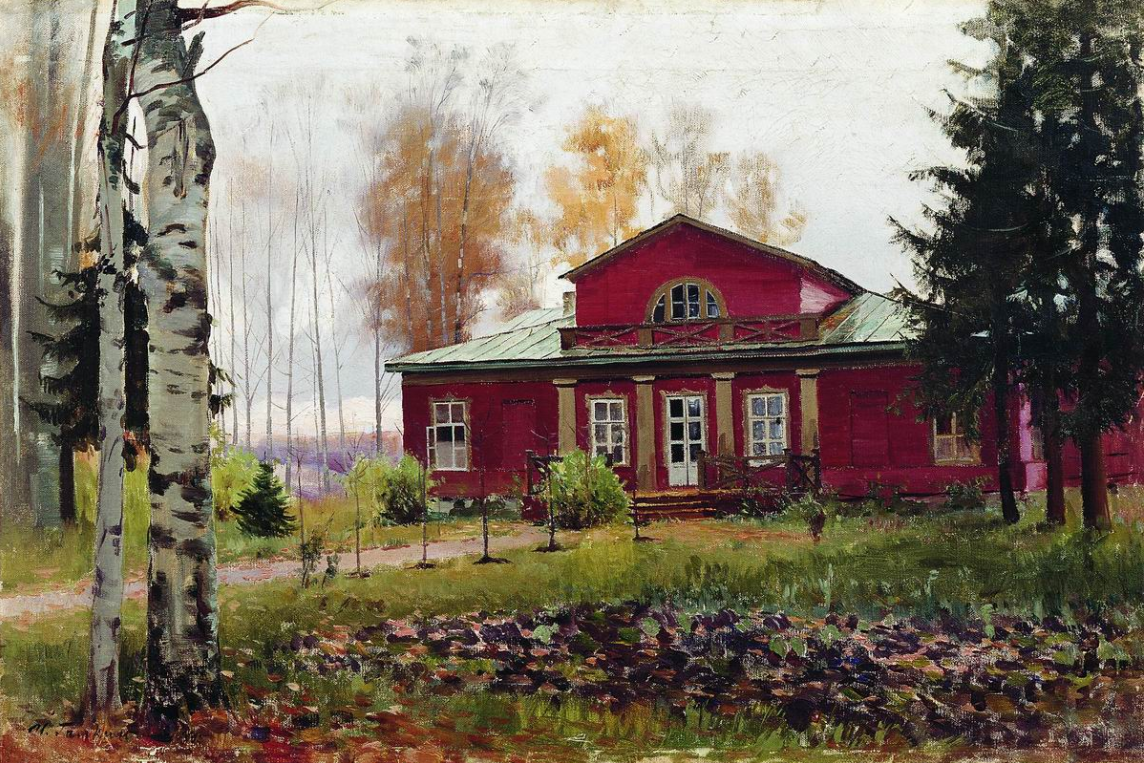
После дождя (В старинном парке).
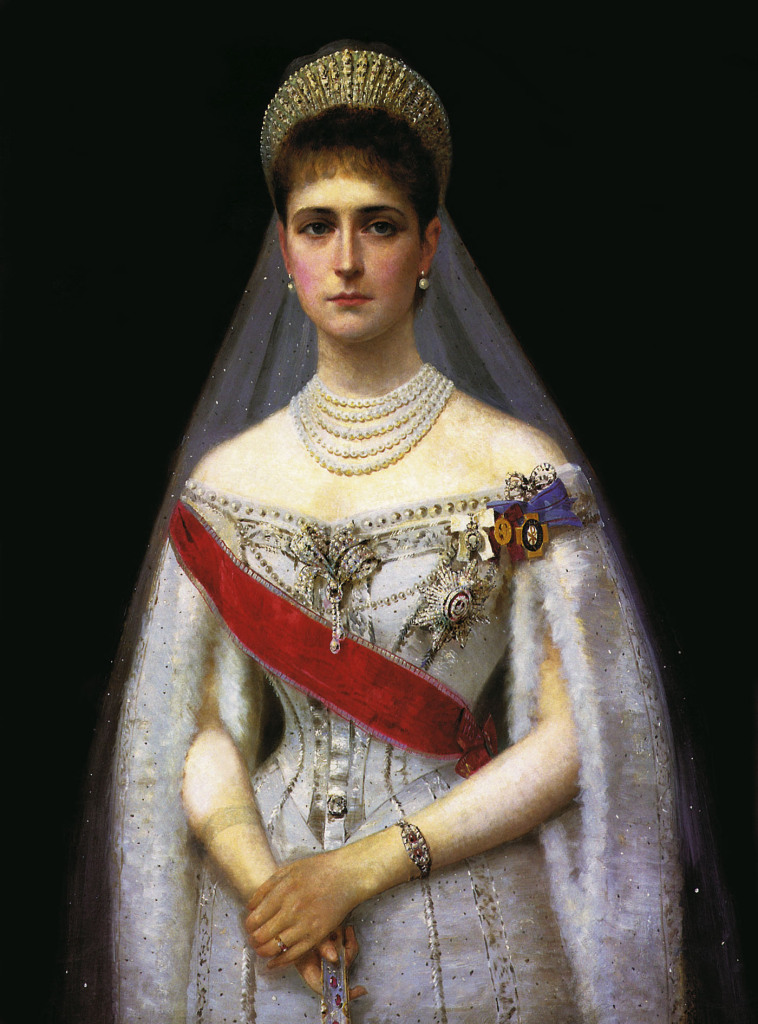
Императрица Александра Фёдоровна, 1894, Музей-заповедник «Петергоф»
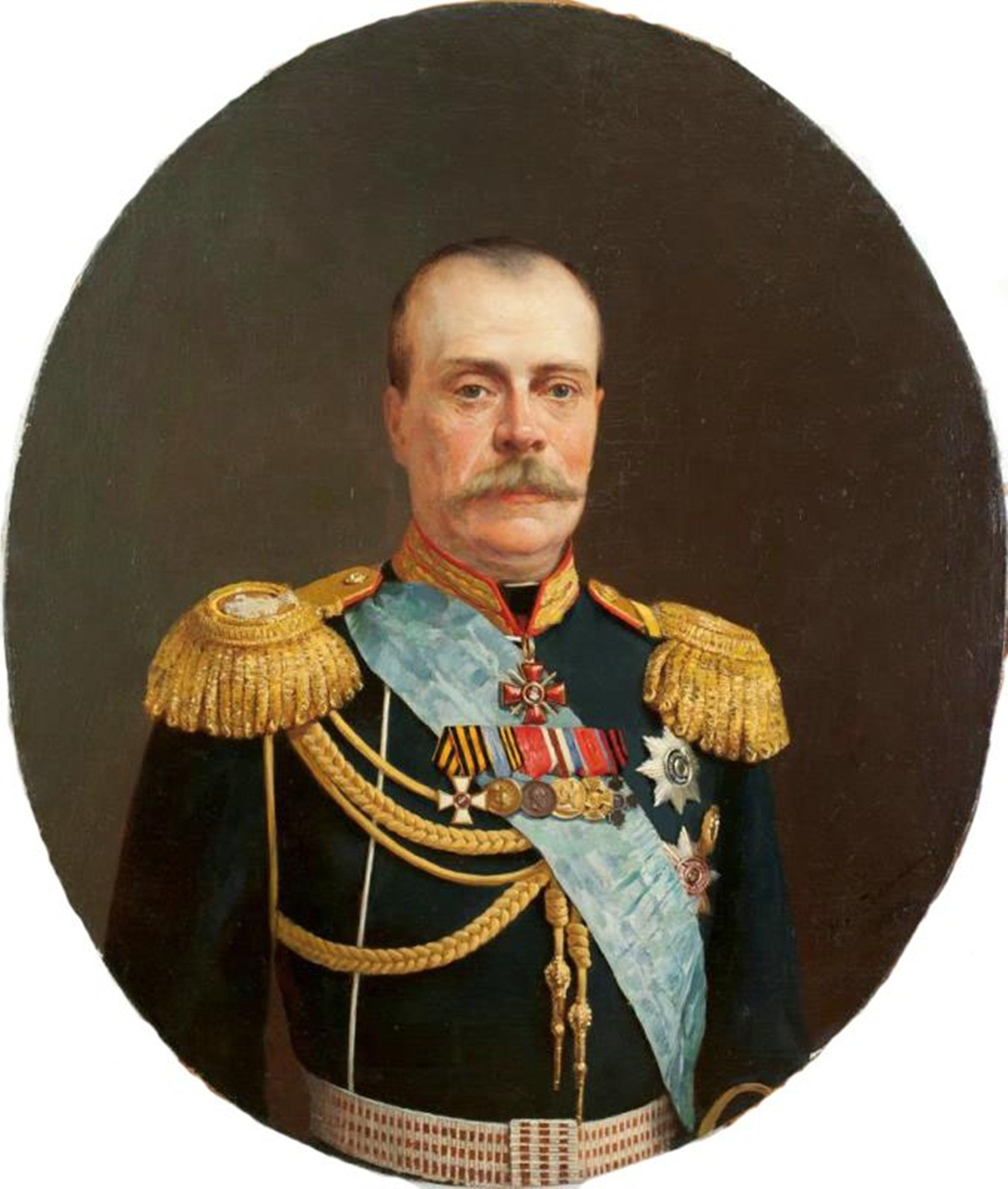
Принц Александр Петрович Ольденбургский, 1896, Пушкинский дом
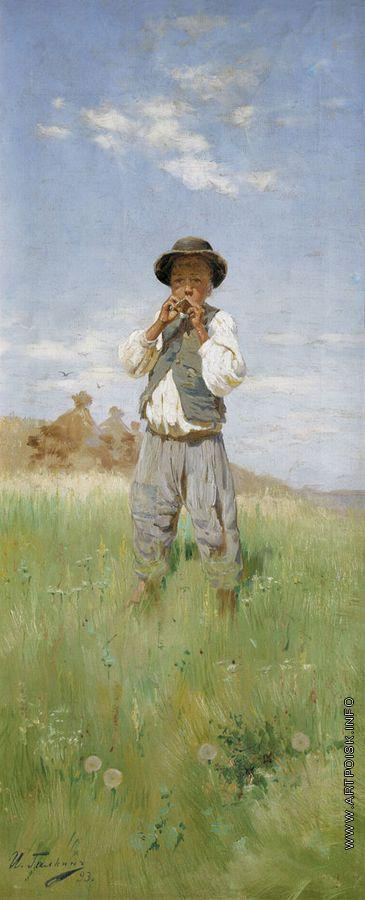
Лето, Полтавский художественный музей
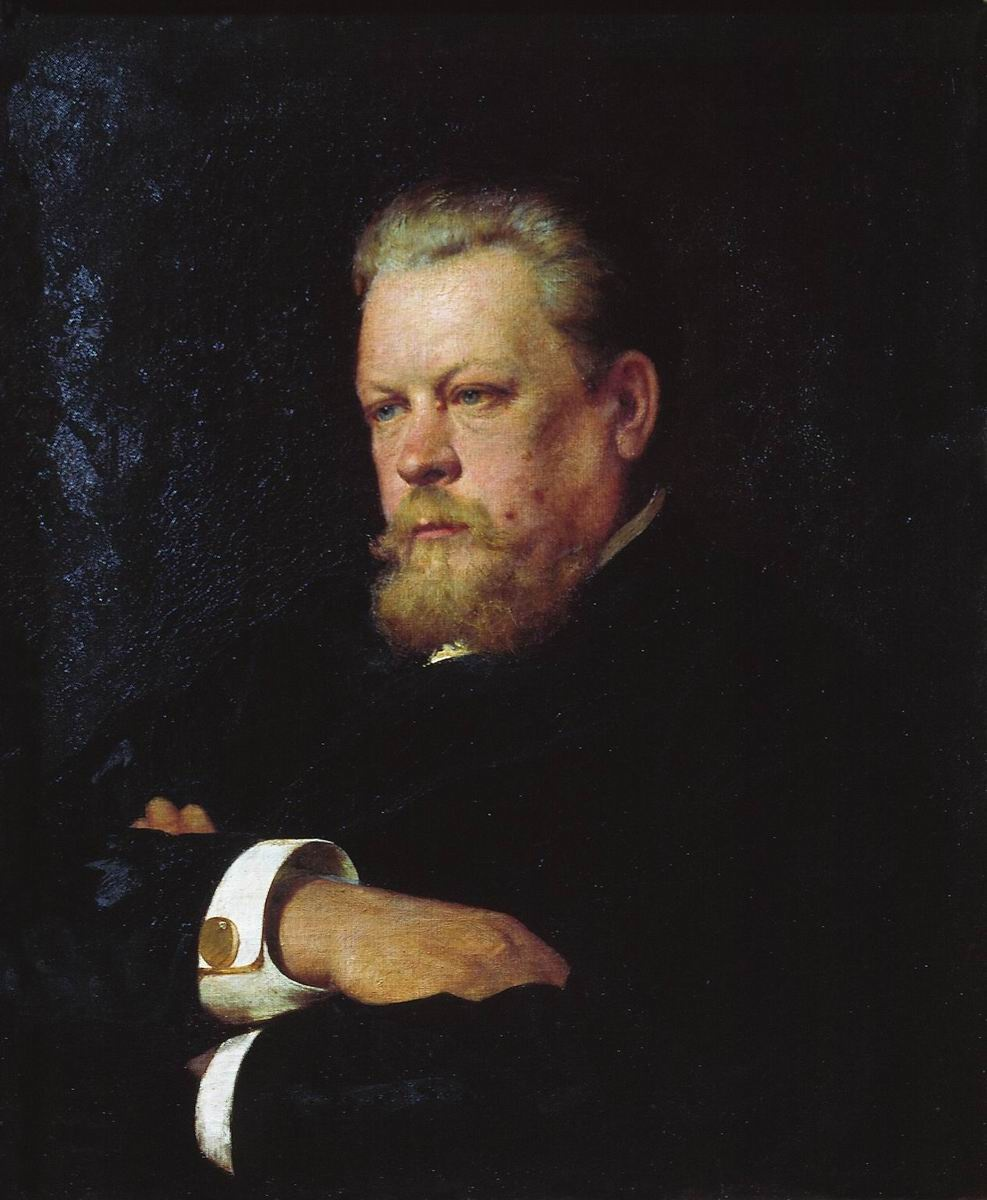
Портрет художника-пейзажист Владимира Гавриловича Казанцева, 1893
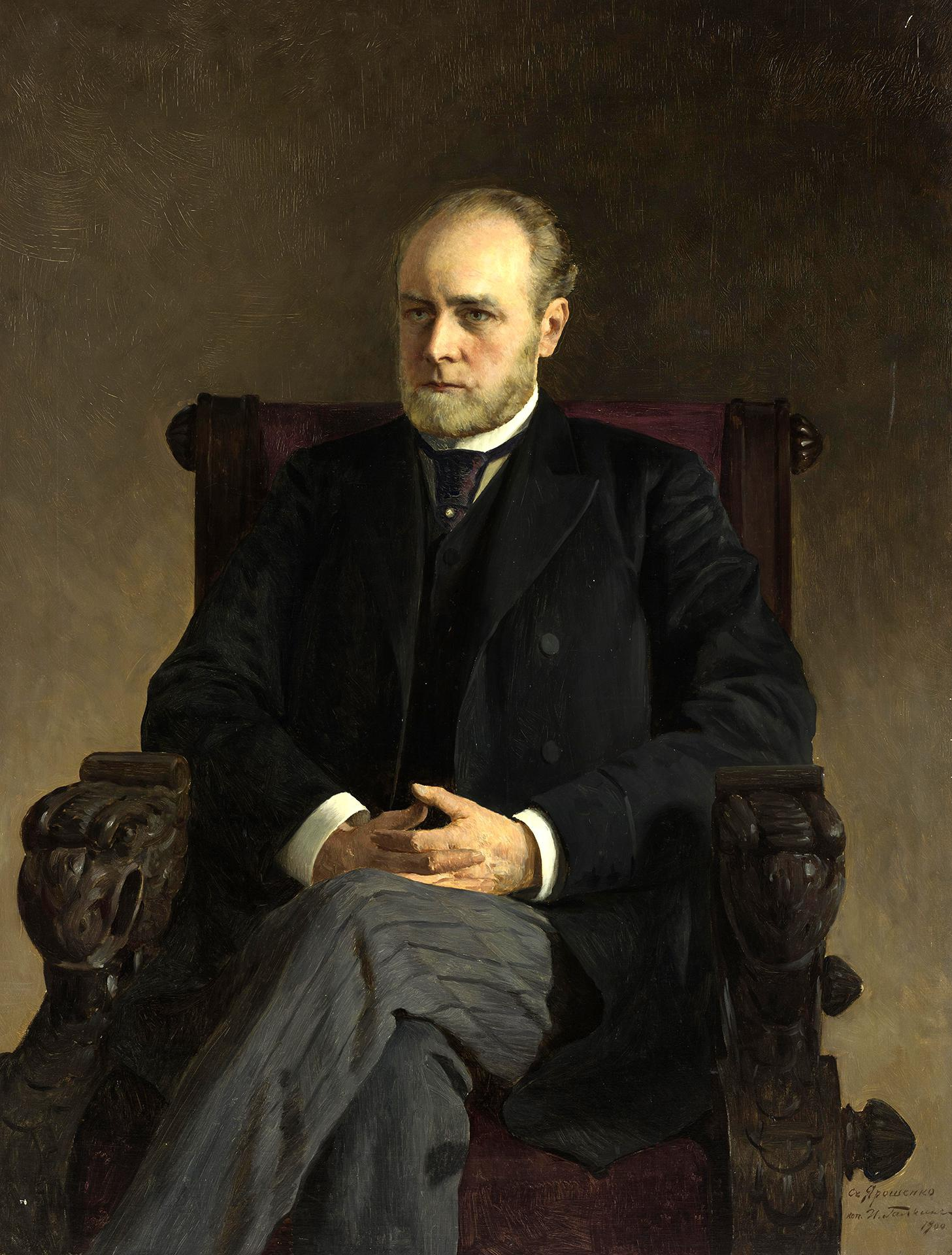
Портрет художника и фотографа Ивана Фёдоровича Досса, 1900, Государственный Эрмитаж
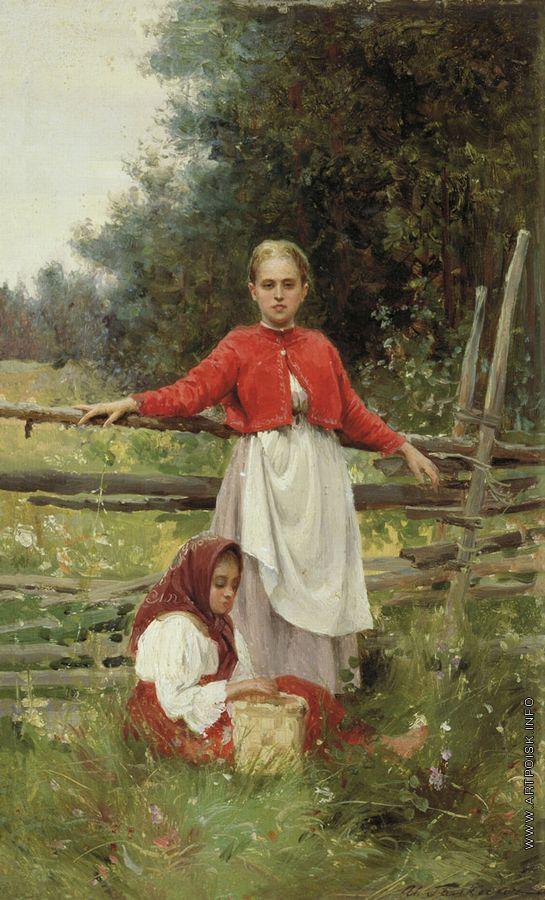
Крестьянские дети, 1898, Удмуртский республиканский музей изобразительных искусств
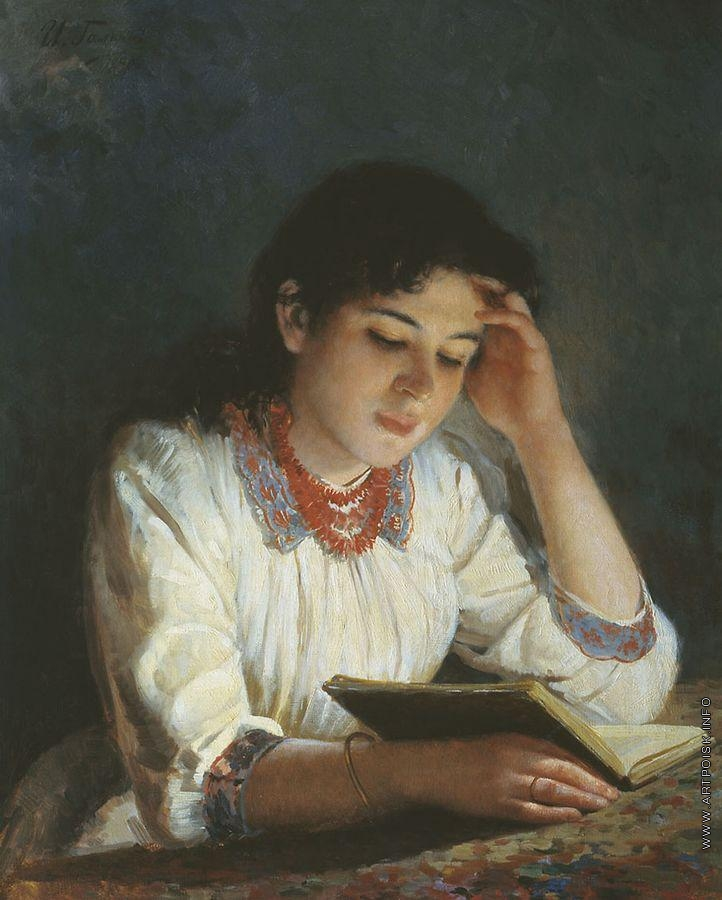
За чтением, 1890, Омский областной музей изобразительных искусств имени М. А. Врубеля

## Комментарии
1. ↑  Очевидно, Яковлева — не фамилия, а официальная форма отчества.